# Joi Arcand
Joi T. Arcand (née en 1982) est une photographe de la nation crie de Muskeg Lake, en Saskatchewan.

## Enfance et éducation
Arcand est née en 1982 à Hafford, en Saskatchewan. Elle a grandi dans la nation crie de Muskeg Lake, dans le centre de la Saskatchewan. Elle a travaillé plusieurs étés aux archives du lac Muskeg, ce qui lui a permis de se découvrir un intérêt pour les photographies anciennes et l'histoire. Arcand a étudié à l'Université de la Saskatchewan où elle a obtenu un baccalauréat en beaux-arts avec grande distinction en 2005. Elle a commencé à créer des œuvres en lien avec son identité au cours de la deuxième année de ses études à l’Université et a décidé de se concentrer sur la photographie et la gravure. Ses premiers projets photographiques étaient en réponse directe aux images du photographe Edward S. Curtis, qui travaillait au début des années 1900. 

## Travail
Arcand a été présidente du conseil d’administration de Paved Art and New Media à Saskatoon et cofondatrice avec Felicia Gay de la Red Shift Gallery, une galerie d’art autochtone contemporain également établie à Saskatoon, ouverte de 2006 à 2010,. 
Elle est la fondatrice de Kimiwan, un magazine pour artistes et écrivains autochtones qui a publié huit numéros de 2012 à 2014. Arcand a organisé le zine avec sa cousine Mika Lafond afin de présenter des œuvres d'arts visuels et des œuvres d'inspiration autochtone. Le magazine s'est concentré sur la décolonisation, la guérison et la famille. Son implication dans le collectif RAIN («Radical art in nature» se traduisant en français «art radical dans la nature») à Vancouver l'a inspirée dans la création de Kimiwan,. Elle a également été publiée dans BlackFlash Magazine. 
Arcand a été artiste invitée en résidence en culture visuelle autochtone à la Faculté de design de l'Université OCAD du 15 octobre au 11 novembre 2017  Son travail a été exposé à la Galerie 101 (Ottawa), à la York Quay Gallery (Toronto), à la Mendel Art Gallery et au Paved Arts (Saskatoon), ainsi qu'à la Grunt Gallery (Vancouver). 
Le travail d'Arcand explore ses expériences personnelles et politiques au travers de son identité métisse, . Par son art, Arcand examine la revitalisation de la langue crie ; langue qu'elle a étudiée toute sa vie. Elle a dit que « la langue est la culture. Il y a beaucoup trop de langues autochtones éteintes ou en voie de disparition. Le cri a été nommé l'une des trois langues qui restent «viables» par Statistiques Canada ; le nombre de locuteurs varie de 12 000 à 75 000. Cependant, je me suis rendu compte que ma propre incapacité à parler la langue signifie que dans ma famille, la langue est éteinte. Cette prise de conscience m'a fait comprendre qu'il était temps de commencer à revitaliser nos langues autochtones. "  Une partie de son travail décrit un monde où la signalisation anglaise et française est remplacée par la langue crie,,. 
Arcand a été figurante sur le tournage de la série télévisée Portlandia en 2015. 
Arcand était la commissaire d'un projet collectif de peinture murale à Ottawa du 21 juin 2018 à octobre 2019 intitulé nākatēyimisowin - Prendre soin de soi. Ce projet a été financé et organisé par Patrimoine Canada et a été lancé lors de la Journée nationale des peuples autochtones le 21 juin 2018. Quatre artistes autochtones ont créé les peintures murales; Cedar Eve Peters, qui est Anishinaabe, Ojibwe (Shifting of Energies), Glenn Gear, qui est Inuk (Ommatik - Heart), Michelle Sound, membre de la Première nation de Swan River et métis de Red River (Kahkiyaw acāhkosak - All the Stars), et Tara-Lynn Kozma-Perrin, qui est Cris (We Are Resilient). Ces peintures murales sont situées dans le tunnel piétonnier sous la rue Wellington, au pont de Portage,. Arcand a expliqué qu'elle "voulait aborder la question des soins personnels d'un point de vue autochtone. Les peuples autochtones sont toujours obligés de résister. Nous avons des peuples, des activistes, des artistes qui repoussent constamment le colonialisme et toutes les luttes qui en découlent. Je voulais prendre du recul et penser à ce qui se passe lorsque nous arrêtons de résister et prenons soin de l’un l’autre. Chacun des artistes avait sa propre interprétation de ce que cela signifiait et ce que je trouvais intéressant en tant que commissaire c'est que même si le thème était centré sur le soi, le soi dans la communauté est indissociable, et j'aime qu'on le réalise sans s'y attendre. "  
Elle crée des bijoux mettant en vedette des langues autochtones dans un projet récent du nom de Mad Aunty. 
Arcand est actuellement directrice du labo nordique - un nouvel espace consacré aux artistes du Nord et des pays nordiques - au centre d'artistes autogéré Galerie SAW à Ottawa.
Joi Arcand réside actuellement à Ottawa, en Ontario. Outre l'art, Arcand se concentre sur l'édition, les livres d'art, les fanzines, le collage et l'accessibilité à l'art,. 

## Expositions

### Expositions personnelles
- oskinikiskwéwak (Young Women), 2012 [22]
- Through That Which Is Scene, 2013 [23]
- Official Language - Joi Arcand, 2014 [24]
- Through That Which Is Scene, 2016 [25]
- ᓂᑎᑌᐧᐃᐧᓇ ᓂᑕᔮᐣ (I don't have my words), 2017, Galerie Walter Philips, Banff Centre[12] .
- Language of Puncture, 2017 [26]

### Expositions de groupe
- When Raven Became Spider, 2016-2018 (Touring), organisée par la galerie d'art Dunlop [27]
- Insurgence / Resurgence, 2018, Galerie d'art de Winnipeg[28].
- Exposition du Prix Sobey pour les arts, 2018-2019, Musée des beaux-arts du Canada[29].
- Àbadakone - Feu continuel, 2019-2020, Musée des beaux-arts du Canada[30].

## Prix
- Finaliste du prix artistique Sobey 2018 [31]

## Source
- (en) Cet article est partiellement ou en totalité issu de l’article de Wikipédia en anglais intitulé « Joi Arcand » (voir la liste des auteurs).